# Lijst van voetbalinterlands Albanië - Wit-Rusland (vrouwen)
Deze lijst van voetbalinterlands is een overzicht van alle officiële voetbalwedstrijden tussen de nationale vrouwenteams van Albanië en Wit-Rusland. De landen hebben tot nu toe drie keer tegen elkaar gespeeld.

## Wedstrijden
| № | Plaats  | Datum             | Competitie           | Wedstrijd             | Uitslag |
| - | ------- | ----------------- | -------------------- | --------------------- | ------- |
| 1 | Minsk   | 19 september 2017 | WK 2019 kwalificatie | Wit-Rusland − Albanië | 1 − 0   |
| 2 | Elbasan | 10 april 2018     | WK 2019 kwalificatie | Albanië − Wit-Rusland | 1 − 0   |
| 3 | Paola   | 22 februari 2024  | Vriendschappelijk    | Wit-Rusland − Albanië | 3 − 0   |

## Samenvatting
| Competitie        | Totaal gespeeld | Winst Albanië | Gelijk | Winst Wit-Rusland | Doelsaldo Albanië – Wit-Rusland |
| ----------------- | --------------- | ------------- | ------ | ----------------- | ------------------------------- |
| WK kwalificatie   | 2               | 1             | 0      | 1                 | 1 − 1                           |
| Vriendschappelijk | 1               | 0             | 0      | 1                 | 0 − 3                           |
| Totaal            | 3               | 1             | 0      | 2                 | 1 − 4                           |